# قانون حق التصويت لعام 1965
يعد قانون حق التصويت لعام 1965 جزءًا بارزًا من التشريع الفيدرالي الذي يحظر التمييز العنصري في التصويت في الولايات المتحدة. وقع عليه الرئيس ليندون ب. جونسون ليصبح قانونًا في ذروة حركة الحقوق المدنية في 6 أغسطس عام 1965، وعدل الكونغرس القانون 5 مرات لاحقًا من أجل توسيع مجال حماياته. وُضع القانون لإنفاذ حقوق التصويت التي يكفلها التعديلان الرابع عشر والخامس عشر من دستور الولايات المتحدة، وسعى لتأمين حق التصويت للأقليات العرقية في جميع أنحاء البلاد، وخاصة في الجنوب. ووفقًا لوزارة العدل الأمريكية، يعتبر القانون أكثر تشريعات الحقوق المدنية الفيدرالية فاعلية على الإطلاق في البلاد. مثلما أنه «أحد أكثر تشريعات الحقوق المدنية أثرًا في تاريخ الولايات المتحدة».  
يحتوي القانون على العديد من الأحكام التي تنظم الانتخابات. توفر «الأحكام العامة» للقانون حماية وطنية لحقوق التصويت. ويعد القسم 2 حكمًا عامًا يمنع كل ولاية وحكومة محلية من فرض أي قانون تصويت يؤدي إلى التمييز ضد الأقليات العرقية أو اللغوية. وتوجد أحكام عامة أخرى تحظر على وجه التحديد اختبارات محو الأمية والإجراءات المماثلة التي كانت تستخدم تاريخيًا لحرمان الأقليات العرقية من حق التصويت. يحتوي القانون أيضًا على «أحكام خاصة» تنطبق على بعض الولايات القضائية فقط. وهناك بند خاص أساسي هو القسم 5 من متطلبات الإذن المسبق، والذي يحظر بعض السلطات القضائية من تنفيذ أي تغيير يؤثر على التصويت دون الحصول على موافقة مسبقة من النائب العام الأمريكي أو محكمة المقاطعة الأمريكية في العاصمة بأن التغيير لا يميز ضد الأقليات المحمية. وهناك حكم خاص آخر يتطلب من الولايات القضائية التي تحتوي على الأقليات اللغوية الهامة توفير بطاقات اقتراع ثنائية اللغة ومواد انتخابية أخرى.
ينطبق القسم 5 ومعظم الأحكام الخاصة الأخرى على الولايات القضائية التي تشملها «صيغة التغطية» المنصوص عليها في القسم 4 (ب). وصممت صيغة التغطية في الأصل لتشمل الولايات القضائية التي حدث فيها تمييز صارخ في التصويت في عام 1965، وقد حدّث الكونغرس الصيغة في عامي 1970 و1975. وفي قضية مقاطعة شيلبي ضد هولدر (2013)، ألغت المحكمة العليا الأمريكية صيغة التغطية باعتبارها غير دستورية، معتبرة أنها لم تعد ملائمة للظروف الحالية. ولم تبطل المحكمة المادة 5، لكن المادة 5 دون صيغة التغطية أصبحت غير قابلة للتنفيذ. وشهدت الولايات القضائية التي كانت مشمولة في السابق بصيغة التغطية زيادة كبيرة في معدل عمليات تطهير تسجيل الناخبين بعد قرار شيلبي. وفي عام 2021، أدى حكم المحكمة العليا في قضية برنوفيتش ضد اللجنة الوطنية الديموقراطية إلى المزيد من عمليات الإزالة للأقسام المتبقية من قانون حقوق التصويت لعام 1965. وبعد صدور القرار، لم يعد من الممكن استخدام القسم 2 لتنظيم جمع بطاقات الاقتراع والتصويت خارج الدوائر الانتخابية.
تظهر الأبحاث أن القانون أدى بنجاح إلى زيادة إقبال الناخبين وتسجيل الناخبين بشكل كبير، لا سيما بين السود. ورُبط القانون أيضًا بنتائج ملموسة، مثل توفير المزيد من المنافع العامة (مثل التعليم العام) للمناطق التي ترتفع فيها نسبة السكان السود، والمزيد من أعضاء الكونغرس الذين يصوتون للتشريعات المتعلقة بالحقوق المدنية.

## الخلفية
منح دستور الولايات المتحدة – بالشكل الذي أبرم فيه بدايةً - كل ولاية حرية تقديرية كاملة لتحديد مؤهلات الناخبين لسكانها. وبعد الحرب الأهلية، جرت المصادقة على تعديلات إعادة الإعمار الثلاثة وقيدت هذه السلطة التقديرية. يحظر التعديل الثالث عشر (1865) العبودية «إلا كعقوبة على جريمة». ويمنح التعديل الرابع عشر (1868) الجنسية لأي شخص «مولود أو متوطن في الولايات المتحدة»، ويضمن لكل شخص الإجراءات القانونية الواجبة وحقوق الحماية المتساوية؛ وينص التعديل الخامس عشر (1870) على أنه «لا يجوز للولايات المتحدة أو أي ولاية إنكار حق مواطني الولايات المتحدة في التصويت أو الانتقاص منه بسبب العرق أو اللون أو حالة العبودية السابقة». وتعمل هذه التعديلات على تمكين الكونغرس من إنفاذ أحكامها من خلال «التشريعات المناسبة».
لفرض تعديلات إعادة الإعمار، أصدر الكونغرس قوانين الإنفاذ في سبعينيات القرن التاسع عشر. وجرّمت هذه القوانين إعاقة حقوق التصويت للمواطن ونصّت على الإشراف الفيدرالي على العملية الانتخابية، بما في ذلك تسجيل الناخبين. عمومًا، في عام 1875 ألغت المحكمة العليا أجزاء من التشريع باعتبارها غير دستورية في قضية الولايات المتحدة ضد كروكشانك وقضية الولايات المتحدة ضد ريس. وبعد انتهاء حقبة إعادة الإعمار في عام 1877، أصبح تطبيق هذه القوانين غير منتظم، وفي عام 1894، ألغى الكونغرس معظم أحكامها.
سعت الولايات الجنوبية عمومًا إلى حرمان الأقليات العرقية من حقوقها أثناء فترة إعادة الإعمار وبعدها. ومنذ عام 1868 حتى عام 1888، أدى التزوير الانتخابي والعنف في جميع أرجاء الجنوب إلى قمع التصويت الأمريكي الأفريقي. شرّعت الولايات الجنوبية هذا الحرمان من الحقوق من خلال سن قوانين جيم كرو، منذ عام 1888 حتى عام 1908. فعدلوا دساتيرهم وأصدروا تشريعات لفرض قيود مختلفة على التصويت، بما في ذلك اختبارات محو الأمية، وضرائب الاقتراع، ومتطلبات ملكية الممتلكات، واختبارات الشخصية الأخلاقية، ومتطلبات أن يفسر مقدمو طلبات تسجيل الناخبين وثائق معينة، وشرط الجد الذي سمح بالتصويت للأشخاص غير المؤهلين للتصويت إذا صوّت أجدادهم (والذي استبعد العديد من الأمريكيين الأفارقة الذين كان أجدادهم عبيدًا أو غير مؤهلين للتصويت). وخلال هذه الفترة، أيدت المحكمة العليا بشكل عام الجهود المبذولة للتمييز ضد الأقليات العرقية. في قضية غايلز ضد هاريس (1903)، رأت المحكمة أنه بغض النظر عن التعديل الخامس عشر، لم يكن لدى القضاء السلطة الفعلية لإجبار الولايات على تسجيل الأقليات العرقية للتصويت.
قبل سن قانون حقوق التصويت لعام 1965، كانت هناك العديد من الجهود لوقف حرمان الناخبين السود من قبل الولايات الجنوبية. إلى جانب اختبارات محو الأمية المذكورة أعلاه وضرائب الاقتراع، استُخدمت قيود بيروقراطية أخرى لحرمانهم من حق التصويت. بالإضافة إلى أن الأمريكيين الأفارقة «خاطروا بالمضايقة والترهيب والانتقام الاقتصادي والعنف الجسدي عندما حاولوا التسجيل أو التصويت. ونتيجة لذلك، كان عدد قليل جدًا من الأمريكيين الأفارقة ناخبين مسجلين، وكان لديهم القليل جدًا، إن وجد، من السلطة السياسية، سواء محليًا أو على الصعيد الوطني». في الخمسينيات من القرن العشرين، زادت حركة الحقوق المدنية من الضغط على الحكومة الفيدرالية لحماية حقوق التصويت للأقليات العرقية. وفي عام 1957، أصدر الكونغرس أول تشريع للحقوق المدنية منذ إعادة الإعمار: قانون الحقوق المدنية لعام 1957. سمح هذا التشريع للنائب العام برفع دعوى قضائية نيابة عن الأشخاص الذين حرموا من حقوقهم في التعديل الخامس عشر، وإنشاء قسم الحقوق المدنية داخل الوزارة العدل لإنفاذ الحقوق المدنية من خلال التقاضي، وأسست مفوضية الحقوق المدنية للتحقيق في الحرمان من حقوق التصويت. وإضفاء المزيد من الحماية في قانون الحقوق المدنية لعام 1960، والذي سمح للمحاكم الفيدرالية بتعيين حكام لإجراء تسجيل الناخبين في الولايات القضائية التي تتورط في التمييز في التصويت ضد الأقليات العرقية.